# لوچیانو پانتی
لوچیانو پانتی (انگلیسی: Luciano Panetti; ۱۳ ژوئیهٔ ۱۹۲۹ – ۲۶ دسامبر ۲۰۱۶) بازیکن فوتبال اهل ایتالیا بود.
از باشگاه‌هایی که در آن بازی کرده‌است می‌توان به باشگاه فوتبال آ.اس. رم، باشگاه فوتبال مودنا، و باشگاه فوتبال تورینو اشاره کرد.